# Tweede Kamerverkiezingen in het kiesdistrict Assen (1848-1850)
Tweede Kamerverkiezingen in het kiesdistrict Assen (1848-1850) geeft een overzicht van verkiezingen voor de Nederlandse Tweede Kamer in het kiesdistrict Assen in de periode 1848-1850.
Het kiesdistrict Assen werd ingesteld na de grondwetsherziening van 1848. Tot het kiesdistrict behoorden de volgende gemeenten: Anloo, Assen, Beilen, Borger, Diever, Dwingeloo, Eelde, Gasselte, Gieten, Norg, Odoorn, Peize, Roden, Rolde, Smilde, Vledder, Vries, Westerbork en Zuidlaren.
Het kiesdistrict Assen vaardigde in dit tijdvak per zittingsperiode één lid af naar de Tweede Kamer.
Legenda
- cursief: in de eerste verkiezingsronde geëindigd op de eerste of tweede plaats, en geplaatst voor de tweede ronde;
- vet: gekozen als lid van de Tweede Kamer.

## 30 november 1848
De verkiezingen werden gehouden na ontbinding van de Tweede Kamer, na inwerkingtreding van de herziene grondwet.
|                          | 30 november | 7 december |
| ------------------------ | ----------- | ---------- |
| Kiesgerechtigden         | 973         | 973        |
| Opkomst                  | 835         | 820        |
| Geldige stemmen          | 828         | 813        |
| Blanco stemmen           | 3           | 6          |
| Kandidaten               |             |            |
| J.T. Homan               | 245         | 410        |
| L. van Heiden Reinestein | 181         | 403        |
| P. van der Veen          | 114         |            |
| G. Kniphorst             | 47          |            |
| L. Oldenhuis Gratama     | 39          |            |
| P.W.A. Grevelink         | 32          |            |
| J. Tonckens              | 32          |            |
| C. Hiddingh              | 29          |            |
| H.J.L. van der Wijck     | 15          |            |

## 26 december 1848
Jan Homan, gekozen bij de verkiezingen van 7 december 1848, nam zijn benoeming niet aan omdat hij er de voorkeur aan gaf actief te blijven in de provinciale politiek. Om in de ontstane vacature te voorzien werd een naverkiezing gehouden.
|                          | 26 december | 4 januari |
| ------------------------ | ----------- | --------- |
| Kiesgerechtigden         | 973         | 973       |
| Opkomst                  | 678         | 638       |
| Geldige stemmen          | 674         | 628       |
| Blanco stemmen           | 2           | 10        |
| Kandidaten               |             |           |
| L. van Heiden Reinestein | 263         | 416       |
| P. van der Veen          | 105         | 212       |
| Æ. Mackay                | 59          |           |
| G. Kniphorst             | 53          |           |
| P.W.A. Grevelink         | 35          |           |
| J. Tonckens              | 33          |           |
| H.J. Kymmell             | 23          |           |
| J.A. Meursing            | 17          |           |
| L. Metman                | 17          |           |
| C. Hiddingh              | 10          |           |

## Voortzetting
In 1850 werd het kiesdistrict Assen omgezet in een meervoudig kiesdistrict, waaraan het opgeheven kiesdistrict Hoogeveen en een gedeelte van het eveneens opgeheven kiesdistrict Winschoten (de gemeenten Onstwedde, Vlagtwedde en Wedde) toegevoegd werden.